# Religião havaiana
A religião havaiana é uma forma da mitologia polinésia que seguiam antigamente os habitantes das Ilhas Havái.
Compõe-se de quatro deuses havaianos principais, que existiam antes da criação do mundo: Lono, Kū, Kane e Kanaloa.
Mais informação:
- Lono-i-ka-makahiki a saber: Lono é o deus da fertilidade e da música, que baixou à Terra num arco íris para se casar com Laka.
- Papa é a mãe Terra, esposa do deus do céu, Wakea, que com forma de pássaro gigante, pôs um ovo do que nasceu a ilha de Havái. Wakea e Papa viveram depois como o primeiro homem e a primeira mulher.
- Pele é uma deusa vinculada aos vulcões e a lava-a. Existem numerosas canções e dances de hula sobre Pele.

Existiam muitos outros deuses e deusas que constituíam a religião havaiana, os anteriores são só alguns poucos exemplos.